# Geely Emgrand S
1.4 л JLB-4G14TB I4
1.5 л JLH-3G15TD turbo l3
Geely Emgrand S (з 2016 по 2021 роки Geely Emgrand GS) — компактний кросовер, що випускається китайським авто брендом Geely в рамках серії продуктів Emgrand.

## Geely Emgrand GS
Спочатку випущений як Geely Emgrand GS, компактний кросовер розроблений на платформі середнього седана Geely Emgrand GL. Двигуни 1.3 з турбонаддувом виробляють 130 кінських сил і 185 Нм крутного моменту, і 1.8 з 133 к.с. і 170 Нм крутного моменту.

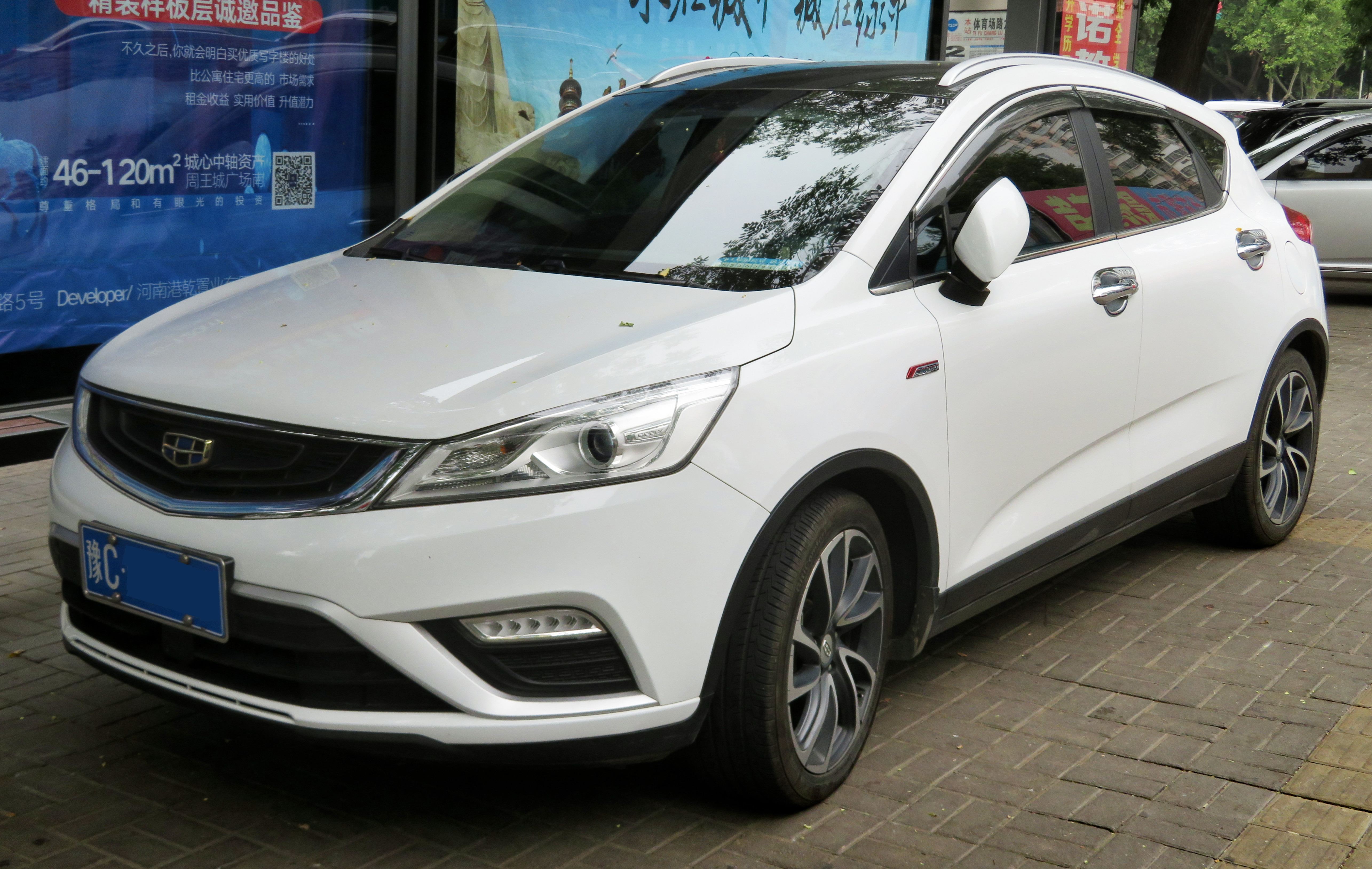
Geely Emgrand GS Elegant (вигляд спереду)
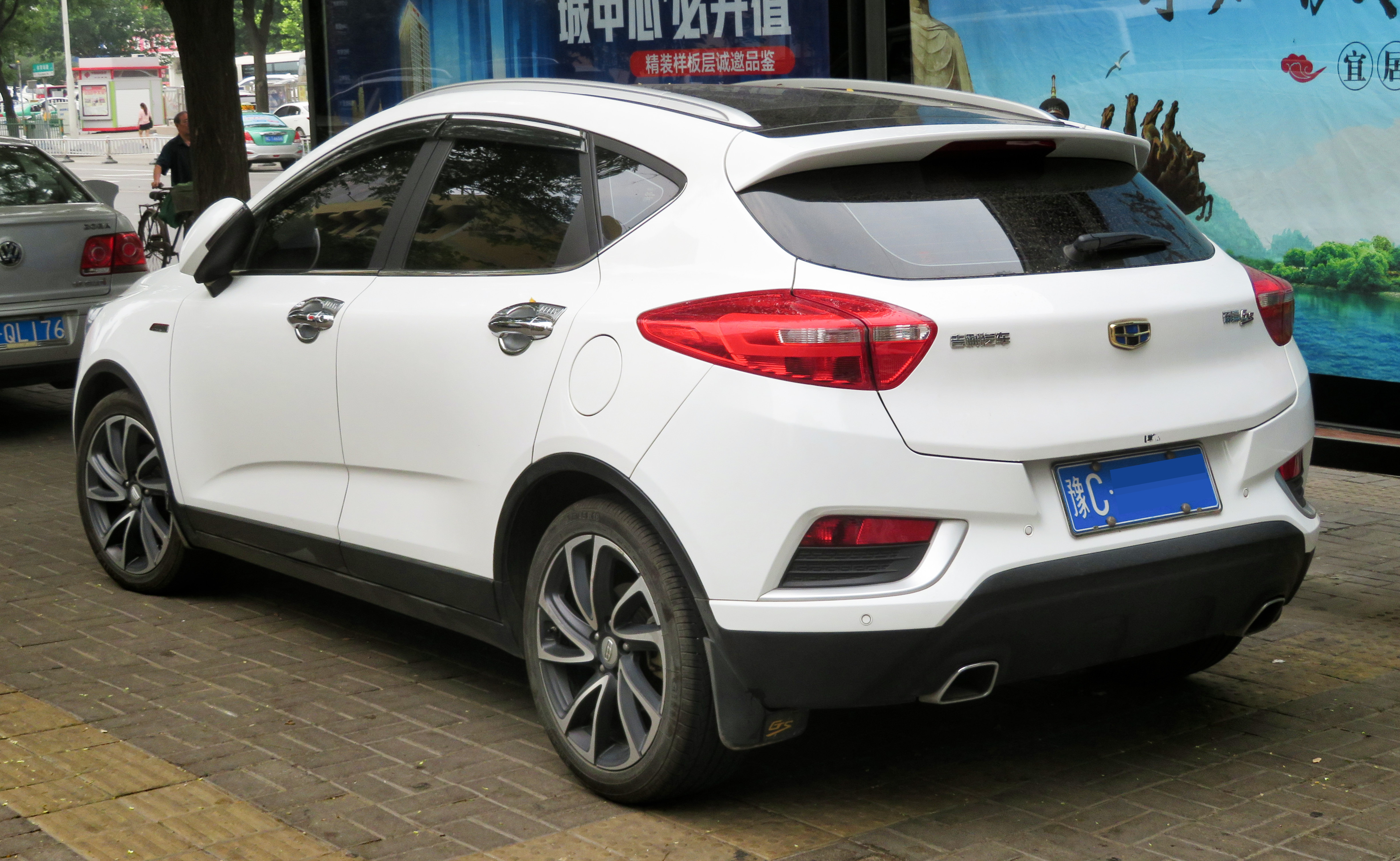
Geely Emgrand GS Elegant (вигляд ззаду)

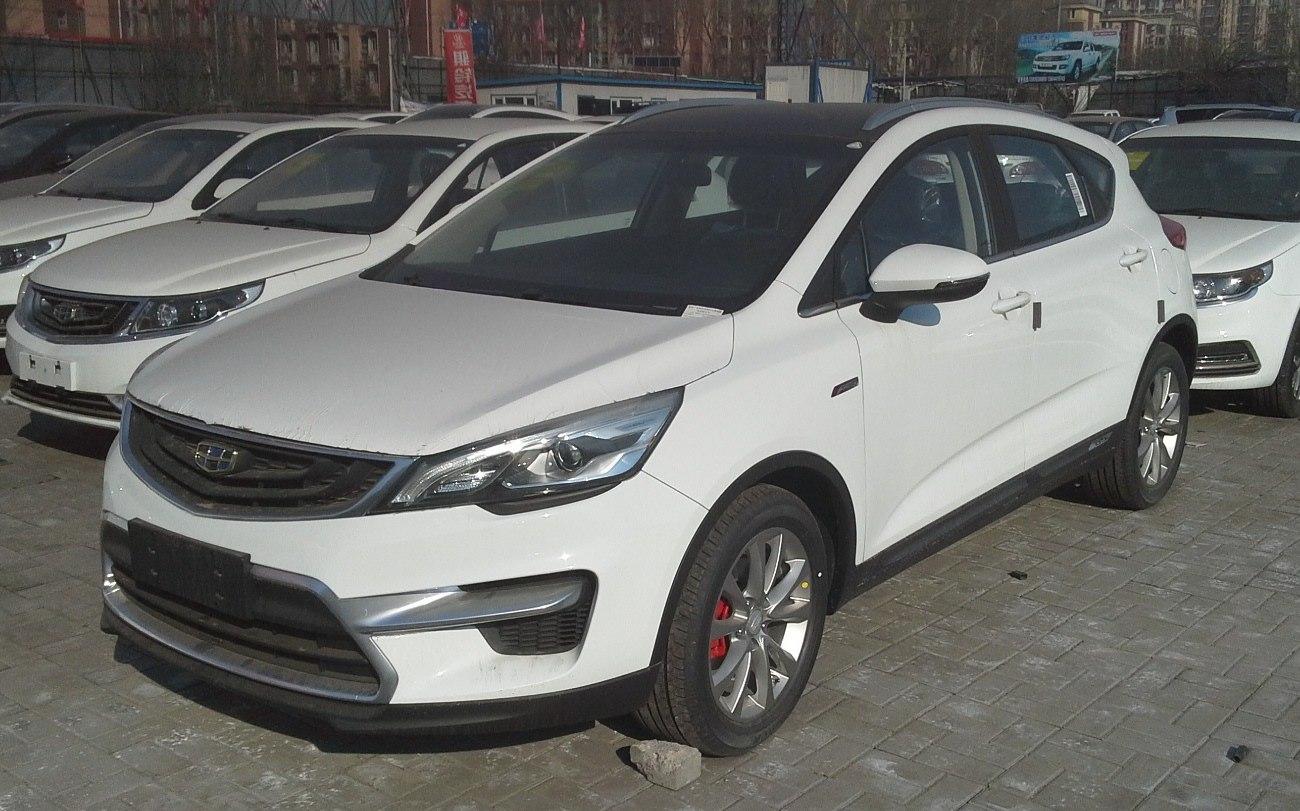
Geely Emgrand GS Sport (вигляд спереду)
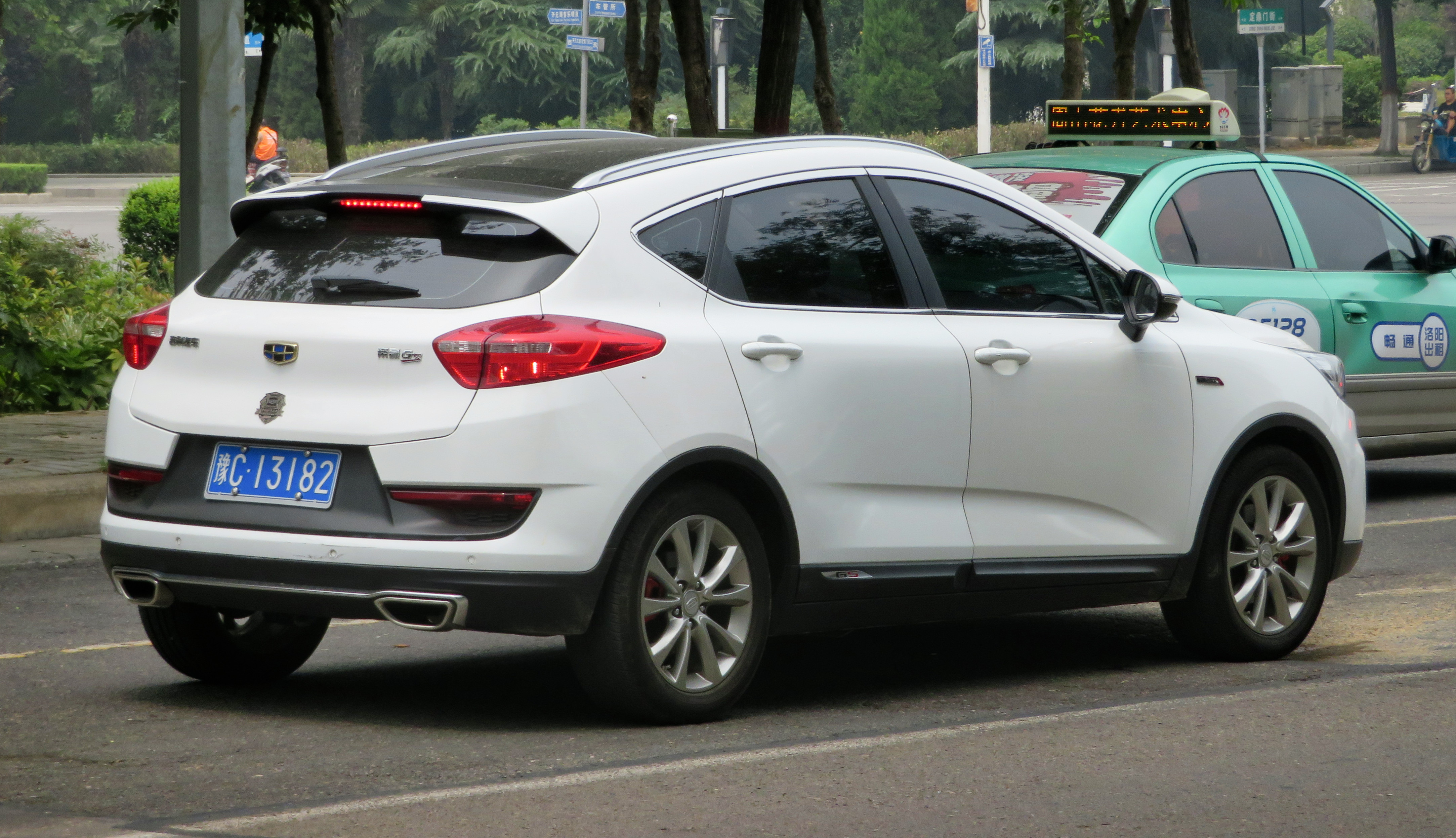
Geely Emgrand GS Sport (вигляд ззаду)

### Двигуни
- 1.3 L 4G13 turbo I4
- 1.4 L JLB-4G14TB I4
- 1.5 L JLH-3G15TD turbo l3
- 1.8 L 4G18 I4

### Geely Emgrand GSe
Представлений у 2018 році Geely Emgrand GSe є повноцінним електричним варіантом кросовера Geely Emgrand GS. Geely Emgrand GSe оснащений одним електродвигуном потужністю 163 к.с. і крутним моментом 250 Нм в поєднанні з акумуляторною батареєю ємністю 52–61 кВт-год із запасом ходу (NEDC) 400—450 кілометрів. Швидка зарядка на швидкому зарядному пристрої потужністю 60 кВт займає півгодини і заряджається від 30 % до 80 %, повна зарядка при напрузі 220 В займе 9 годин. Розгін від 0 до 100 кілометрів на годину Geely Emgrand GSe займає 9,9 секунди.

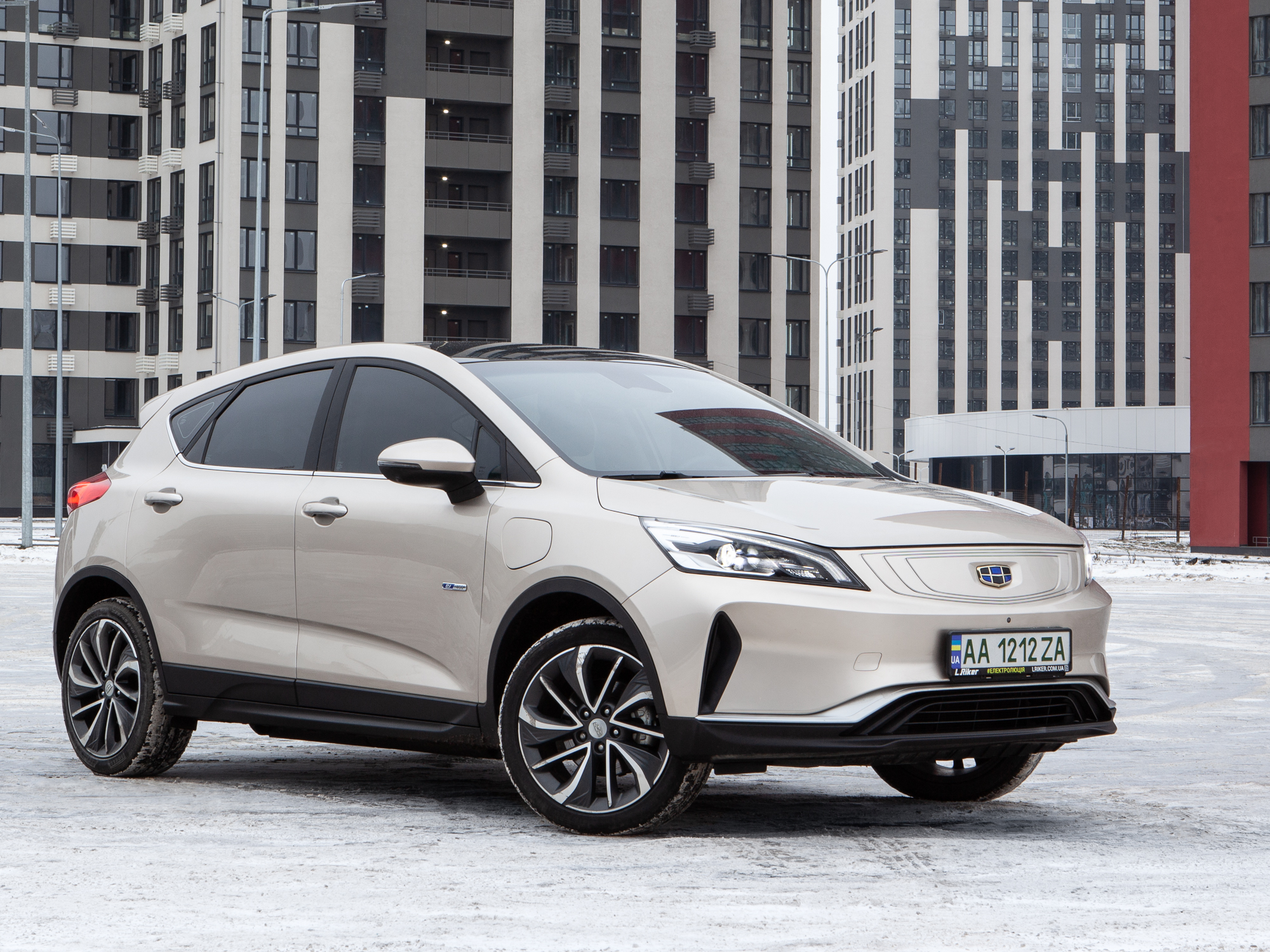
Geely Emgrand GSe (вигляд спереду ліворуч)
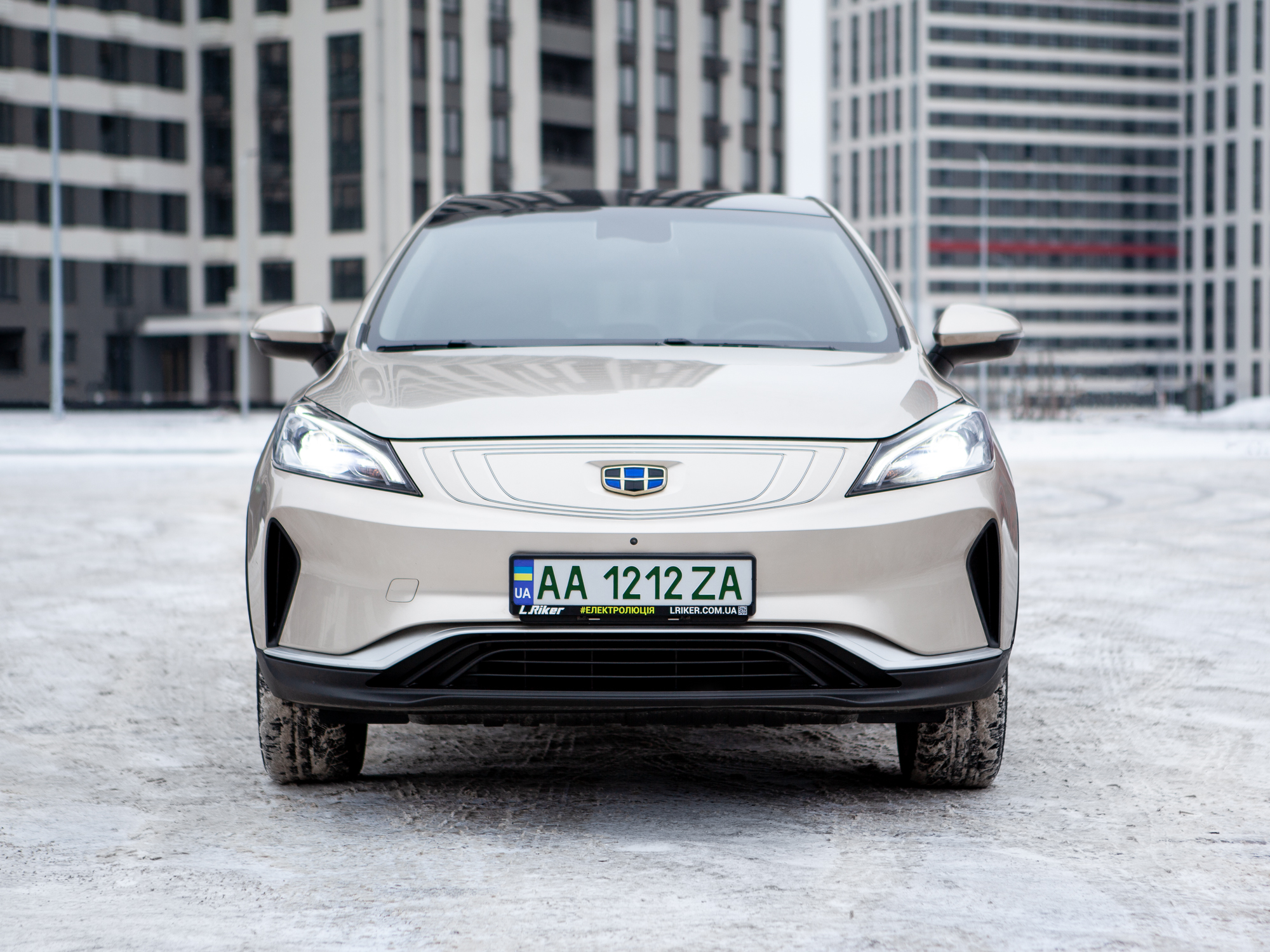
Geely Emgrand GSe (вигляд спереду)
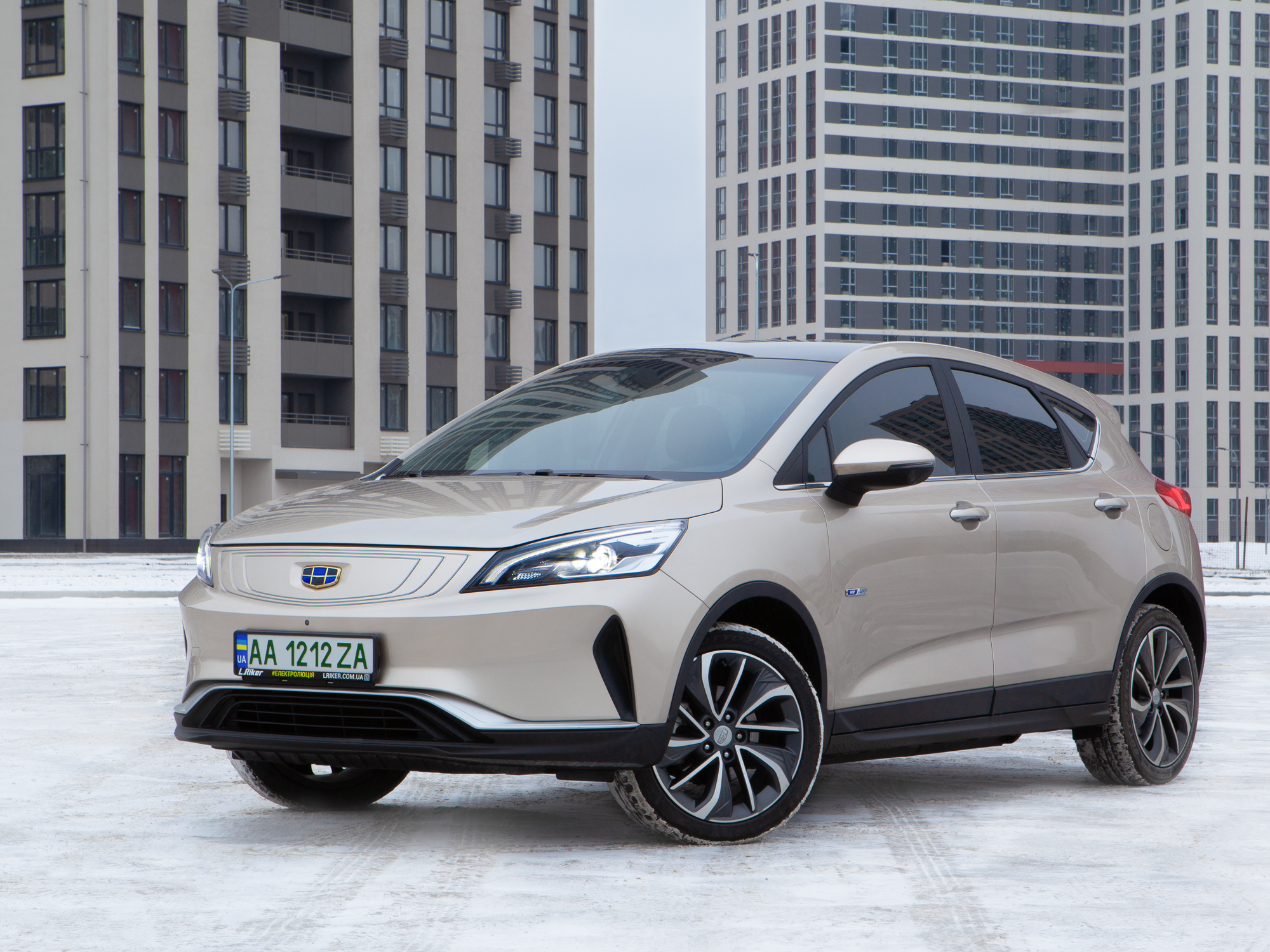
Geely Emgrand GSe (вигляд спереду праворуч)

## Geely Emgrand S

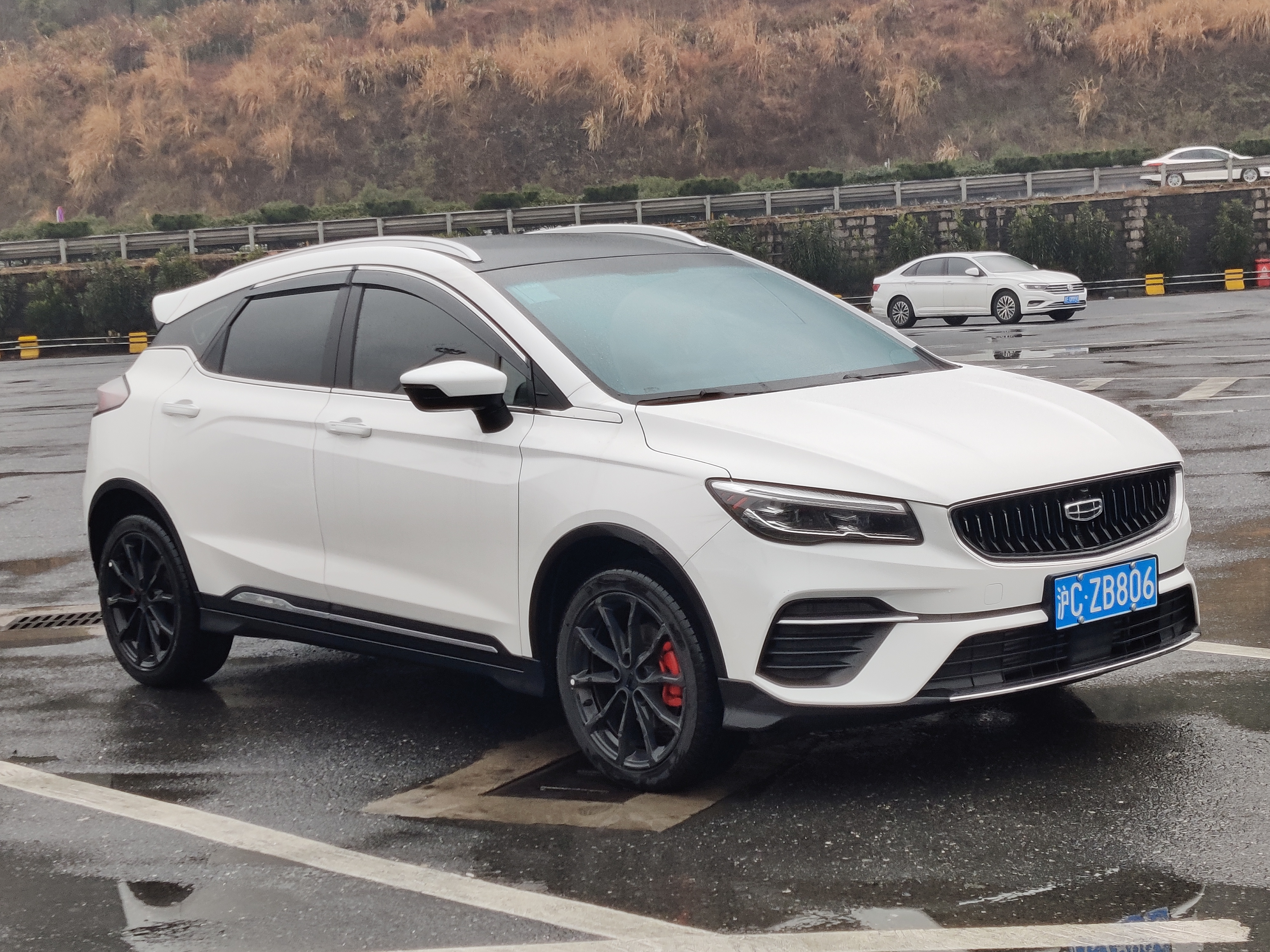
Geely Emgrand S

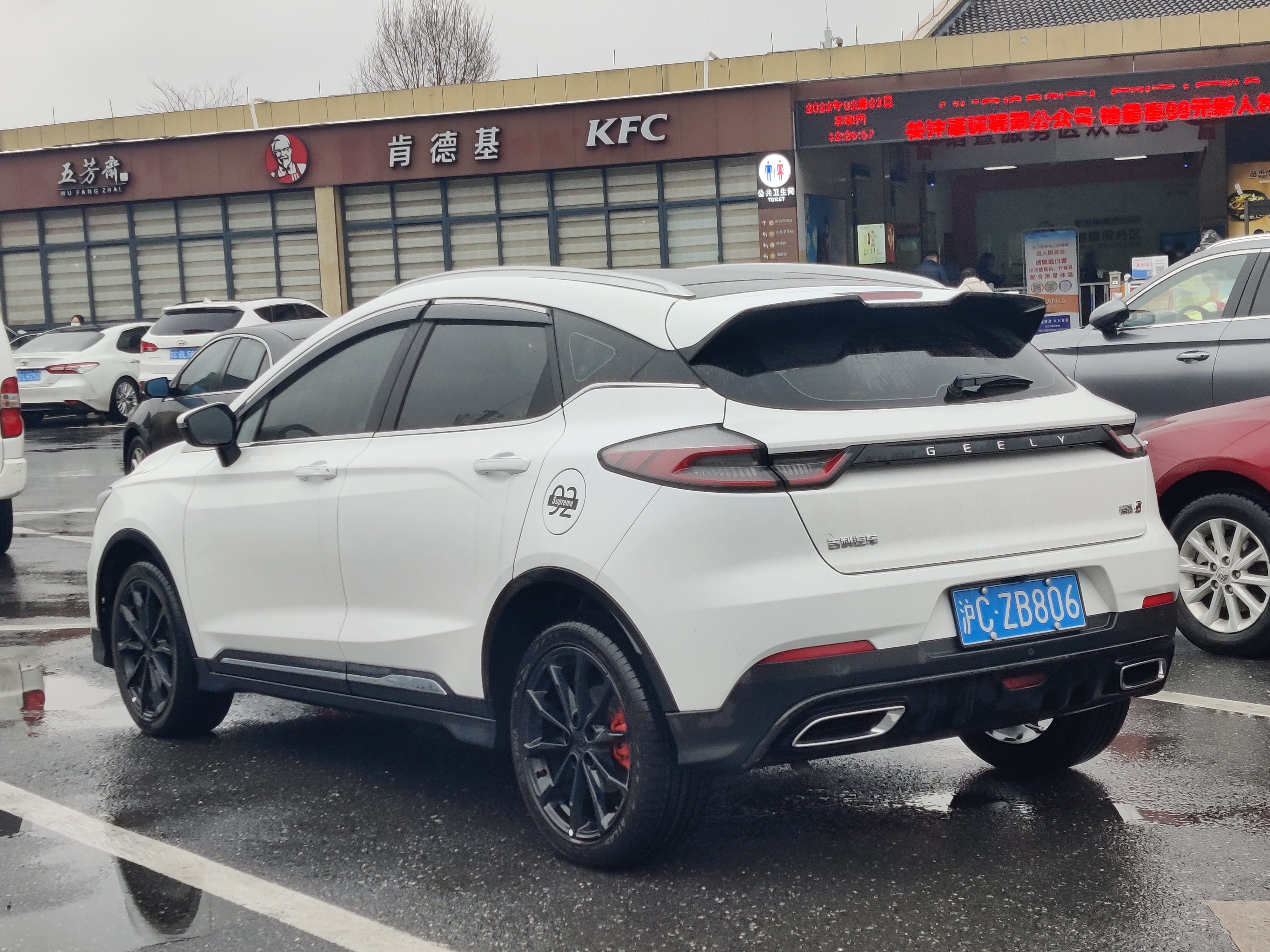
Geely Emgrand S

У 2021 модельному році Geely Emgrand GS був перероблений під назвою Emgrand S. Emgrand S має повністю оновлений дизайн передньої, задньої та бічної частини, а також задні ліхтарі та плавний дах у тому ж стилі, що й Geometry C. Оновлений дизайн моделі тепер має довжину 4430 мм, що на 10 мм коротше, ніж в Emgrand GS, і 1573 мм у висоту, що на 13 мм вище, ніж в Emgrand GS.
Інтер'єр Emgrand S оновлено за допомогою нового дизайну приладової панелі, а 10,25-дюймовий сенсорний екран, який містить широкий медійний функціонал, розміщений над вентиляційними отворами над кнопкою запуску/зупинки двигуна та перемикачами HVAC.
Emgrand S оснащений 1,4-літровим чотирициліндровим бензиновим двигуном з турбонаддувом і потужністю 139 к.с. (141 к.с.) і 235 Нм крутного моменту. Двигун працює в парі з шестиступеневою механічною коробкою передач або варіатором. Geely заявляє про витрату палива 5,9 л/100 км для Emgrand S.

### Двигуни
- 1.3 L 4G13 turbo I4
- 1.4 L JLB-4G14TB I4
- 1.5 L JLH-3G15TD turbo l3
- 1.8 L 4G18 I4